# 笹木一二三
笹木 一二三（ささき ひふみ、1月13日 - ）は日本の漫画家。血液型はO型。和歌山県出身。
小学館第69回新人コミック大賞で佳作を受賞した『すきなこ だれだ』で、2012年にデビュー。それ以降、『ちゃお』や『ちゃおデラックス』で作品を発表している。

## 作品リスト
- すきなこ　だれだ（デビュー作・『ちゃおデラックス』2012年春の超大増刊号）
- キライなのは、いけないことですか？（『ちゃおデラックス』2012年初夏の超大増刊号）
- 夢みがちシンドローム（『ちゃお』 2012年9月号）
- ライムブルー、赤く。（『ちゃおデラックス』2012年秋の超大増刊号）
- 恋が落ちた（『ちゃおデラックス』2012年冬の大増刊号）
- 軽々しくハニー（『ちゃおデラックス』2013年春待ち超大増刊号）
- 至近距離からレーザービーム（『ちゃおデラックス』2013年春の超大増刊号）
- さばくの夜に話すこと（『ちゃおデラックス』2013年夏の超大増刊号）
- うそつき彼氏（『ちゃお』2013年 6月号）
- おやすみメモリーズ（『ちゃお』2013年11月号 - 2014年1月号）
- りぼんちゃんのおまじない（『ちゃおデラックス』2015年1月号）
- とどかぬものなどありません。（『ちゃおデラックス』2015年3月号）
- 窓をあけたら（『ちゃお』2016年11月号）
- 星空プール（『ちゃおデラックス』2017年9月号）
- 手紙（『ちゃおデラックスホラー』2017年9月号増刊）
- 私の背中（『ちゃおデラックスホラー』2018年9月号増刊）
- はつ恋、落としました。（『ちゃお』2019年1月号 - 2019年3月号）

## 書籍情報
※特記事項がない限りちゃおコミックス（小学館）。
- 『おやすみメモリーズ』 - 2014年3月4日初版第1刷発行、ISBN 978-4-09-135729-8
- 『寝る前に読んではいけないこわい話』 - 共著、2017年2月1日初版第1刷発行、ISBN 978-4-09-139170-4
- 『ホラー傑作選 恐』 - 共著、2018年4月27日初版第1刷発行、ISBN 978-4-09-870126-1
- 『萌え男子にひとめぼれ』 - 共著、2018年5月30日初版第1刷発行、ISBN 978-4-09-870174-2
- 『ナイショの保健室』 - 共著、2018年5月30日初版第1刷発行、ISBN 978-4-09-870174-2
- 『アイドル誕生! こんなわたしがAKB48に!?』（小学館ジュニア文庫） - 柏木由紀著、イラストを担当。2018年6月20日初版第1刷発行、ISBN 978-4-09-231239-5
- 『タイムマシンがあってものらない』

1. 2017年11月29日初版第1刷発行、ISBN 978-4-09-139599-3
2. 2018年6月29日初版第1刷発行、ISBN 978-4-09-870190-2

- 『問題提起シリーズ ともだち』 - 共著、2018年10月31日初版第1刷発行、ISBN 978-4-09-870312-8

- 『はつ恋、落としました。』 - 2019年4月1日初版第1刷発行、ISBN 978-4-09-870496-5